# Victor Westerholm

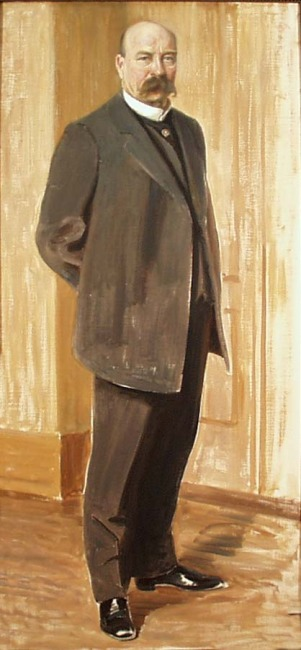
zelfportret, 1910

Victor Axel Westerholm (Turku, 4 januari 1860 - 19 november 1919) was een Finse landschapsschilder en hoogleraar. Hij was de stichter van de Önningeby-kolonie, een Fins-Zweedse kunstenaarskolonie die van 1886-1914 op Åland actief was.

## Biografie

### Jeugd
Westerholms ouders, het schippers-echtpaar Victor Westerholm (senior) en Maria Fredrika Andersson, stamden af van boeren- en zeemansgeslachten uit Nagu, maar waren naar Turku verhuisd voor de geboorte van hun zoon. Victors vader verongelukte door een ongeluk met een zeemijn toen hij nog maar anderhalf jaar oud was. Zijn moeder hield zich in leven als hoedenmaakster en ging in 1863 een nieuwe relatie aan met de zeeman Karl August Mattsson. Uit dat huwelijk werden drie kinderen geboren, van wie slechts één de volwassen leeftijd bereikte.

### Studie
Westerholms artistiek talent werd al vroeg opgemerkt en hij ging in de leer bij de bekende schilder Robert Wilhelm Ekman in Turku. Na diens dood bleef hij aan dezelfde school, waar hij les kreeg van Walter Runeberg (zoon van Johan Ludvig Runeberg), Fredrik Ahlstedt en Torsten Waenberg. Dankzij een studiebeurs kon hij daarna van 1878-1886 gaan studeren aan de kunstacademie van Düsseldorf. De rol van die plaats als kunstcentrum was toen grotendeels uitgespeeld doordat de meeste kunstenaars naar Parijs trokken, en Westerholm wordt daarom wel 'de laatste schilder van Düsseldorf' genoemd. Zijn leraren in Düsseldorf waren Andreas Müller, Hugo Crola en Eugen Dücker. Westerholm werkte daar traditioneel in het atelier, maar maakte ook vaak excursies naar het platteland en begon met landschapsschilderen, wat internationaal steeds meer in zwang kwam.

### Huwelijk en de Önningeby-kolonie

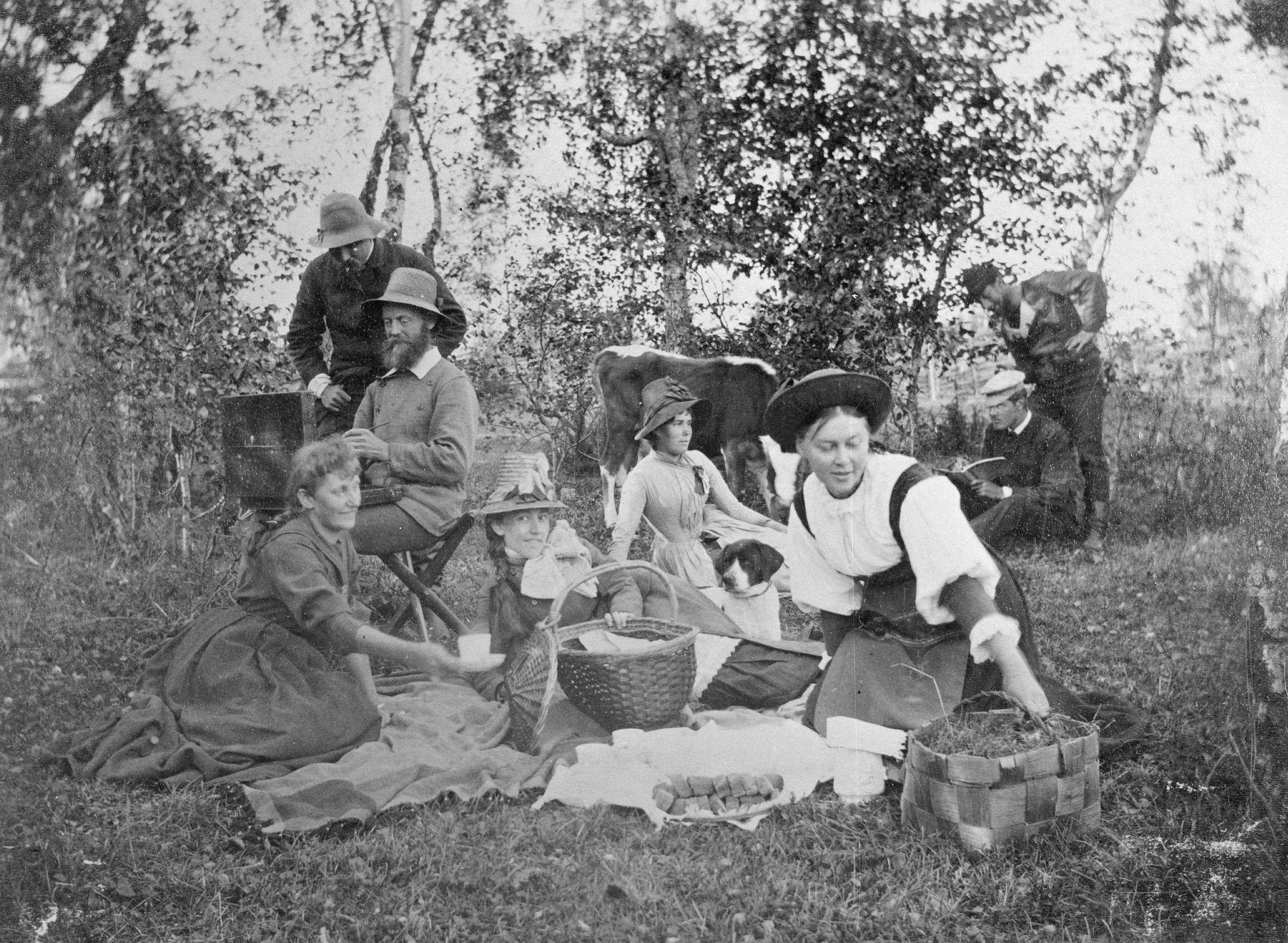
groepsfoto uit 1886 van de kunstenaars uit de Önningeby-kolonie

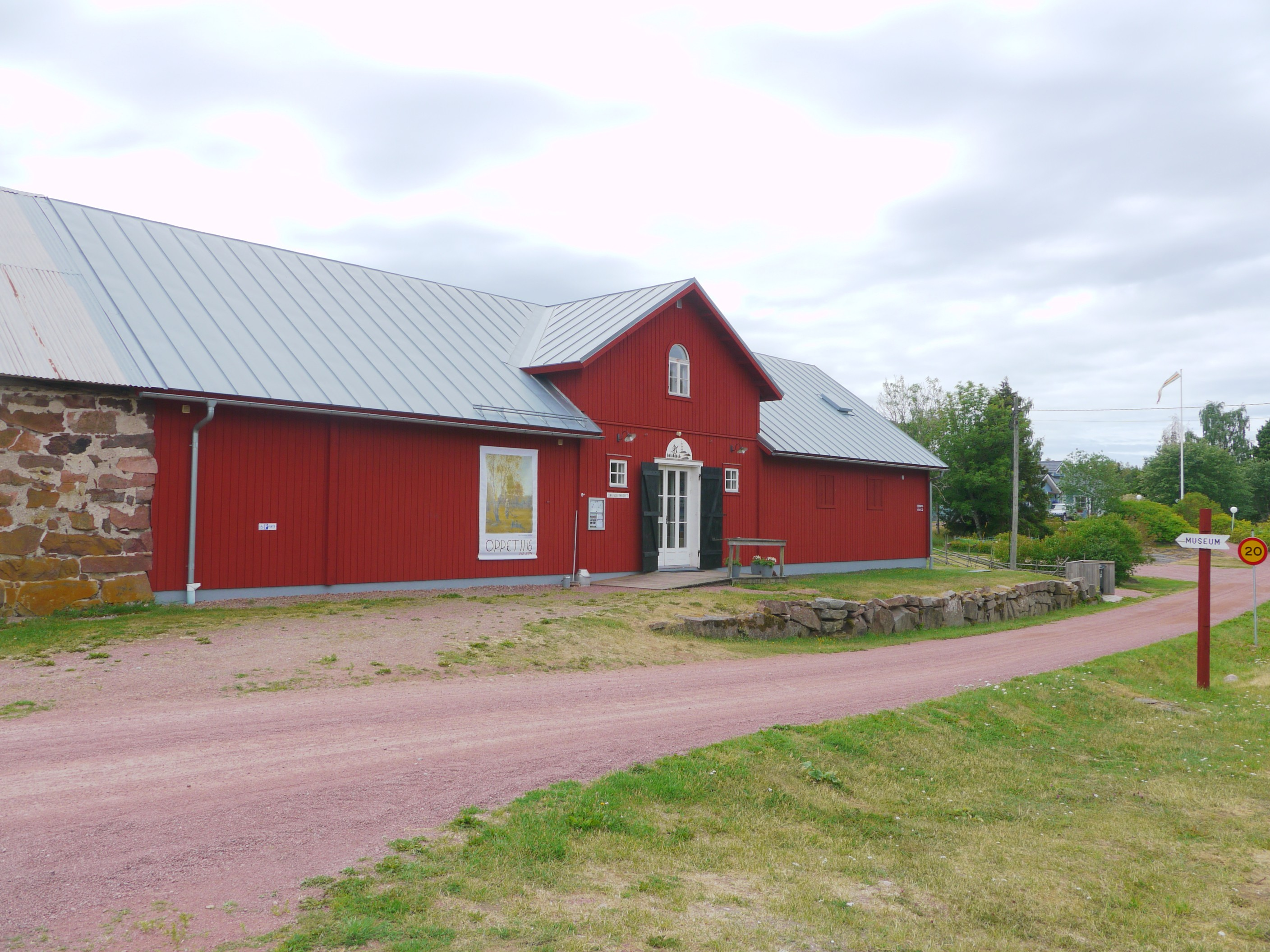
Het museum in Önningeby.

In 1880 keerde Westerholm terug naar Finland en werd aangesteld als opvolger van zijn vroegere leraar Waenberg aan de kunstacademie van Turku. Op een dansschool ontmoette hij de 17-jarige Hilma Gustava Alander en in 1885 trouwden ze. Hilma was kunstzinnig en studeerde ook enige tijd kunsten, maar toen het echtpaar kinderen kreeg bleef er niet veel over van haar artiestenplannen.
Westerholm had in 1880 geschilderd in Åland, en in 1884 hield het jonge paar daar een zomervakantie, in de buurt van het Lemströmkanaal dat daar twee jaar eerder fors verbreed was. Victor raakte toen gewond aan zijn been doordat hij met een paardenkar in de sloot belandde en er noodgedwongen enige tijd moest blijven om te herstellen. Zo kwam hem ter ore dat er bij het gehucht Önningeby in Jomala nabij het kanaal een pand te koop stond, dat overbodig was geworden als winkel nadat de werkzaamheden aan het kanaal waren afgerond. Victor kocht dat pand en noemde het Tomtebo (Zweeds voor 'kabouterhuis'). Hij nodigde er bevriende kunstenaars uit, en vanaf de zomer van 1886 ontstond daar een heuse kunstenaarskolonie. De kerngroep van die kolonie bestond uiteindelijk uit Finse kunstenaars zoals Hanna Rönnberg, Elin Danielson-Gambogi, Eva Topelius en Helmi Sjöstrand, maar ook uit Zweedse kunstenaars zoals J.A.G. Acke en Anna Wengberg. Het echtpaar Westerholm bleef de eerste paar jaar permanent op Åland, totdat Victor om economische redenen redenen een kunstdocentschap in Turku moest nemen en Tomtebo hun zomerverblijf werd. De oudste dochter Greta is geboren op Åland. Ze kregen daarna nog vier kinderen. Tomtebo is heden ten dage nog steeds eigendom van de familie Westerholm.

### Verdere carrière

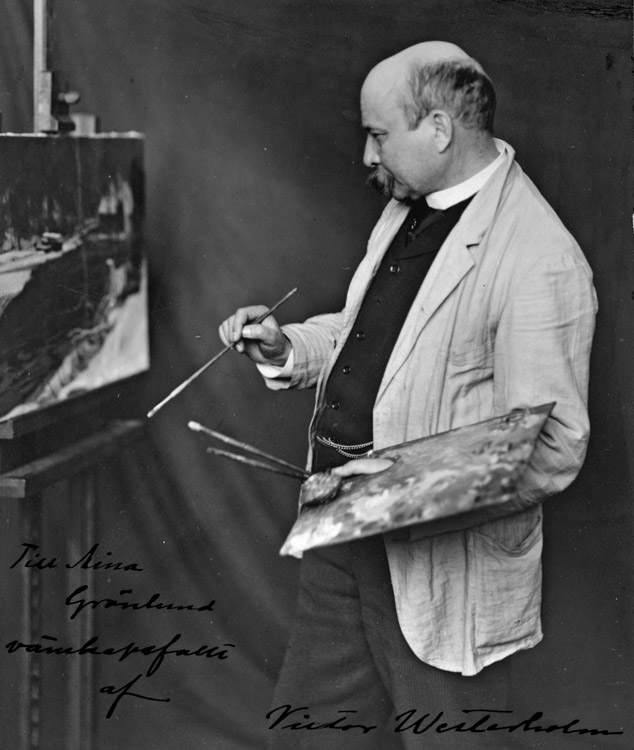
Westerholm aan het werk, 1907.

In de late jaren 1880 maakte Westerholm diverse reizen naar Parijs waar hij bij Jules Joseph Lefebvre en Gustave Boulanger studeerde. Hij raakte geïnspireerd door het moderne en controversiële impressionisme, maar zijn uitstapje in die richting viel in Finland niet goed en al snel keerde hij weer terug naar de traditionelere landschapsschilderijen. De kolonie Önningeby kwijnde geleidelijk weg en 1892 was het de laatste zomer dat de bovengenoemde groep daar samen kwam. Westerholm woonde van 1893-'94 in Helsinki, maar ging snel terug naar Turku. In 1898 stopte hij als leraar en was vanaf dan vooral werkzaam als kunstenaar. Hij kreeg in het Finse binnenland meer en meer bekendheid, vooral rond de vallei van de Kymijoki-rivier. Gedurende deze periode leed hij aan depressies die soms zo ernstig waren dat hij medische behandeling nodig had. Ook financieel ging hij door een diep dal. Maar tegen het einde van zijn leven nam zijn succes weer toe, en een tentoonstelling van zijn werken in 1913 werd een groot succes. Met zijn impressionistische achtergrond kon hij zich makkelijk aanpassen aan de nieuwe stijl die rond 1910 in Finland in de mode geraakte en die werd gekenmerkt door duidelijke krachtige kwaststreken. In 1918 kreeg hij de titel van hoogleraar in de kunst. Toen hij in 1919 aan een longontsteking stierf, was zijn reputatie als kunstenaar goed gevestigd.

## Onderwijs en ander werk
Victor Westerholm was leider van de Hogeschool van Turku (Suomen Taideyhdistyksen piirustuskoulu) van 1880-1881 en in 1887, en van 1888-1898 en van 1904-1919 directeur. Verschillende bekende Finse kunstenaars studeerden er tijdens deze periode, waaronder de schrijver en kunstenaar Joel Pettersson uit Åland die over hun tijd in zijn veronderstelde autobiografische verhalen schreef. Een andere leerling van Westerholm was Eemil Rautala.
Westerholm was ook de eerste conservator van het Kunstmuseum van Turku, van 1891-1919.

## Galerij

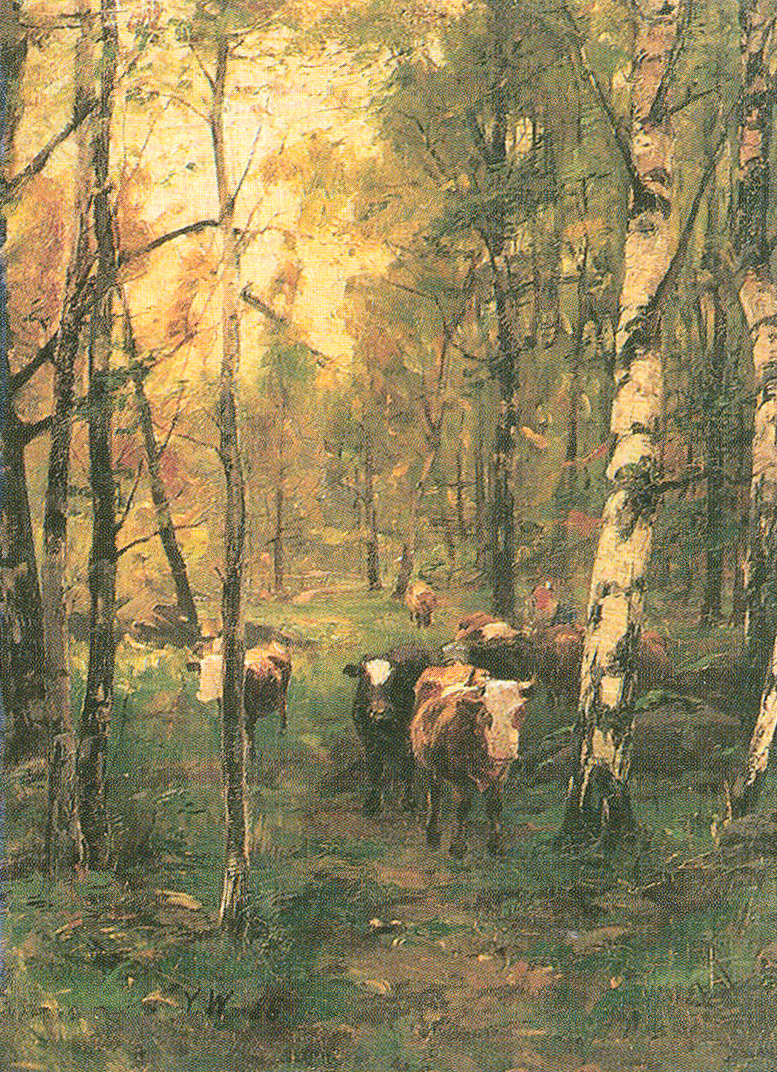
'Koeien in berkenbos', 1886
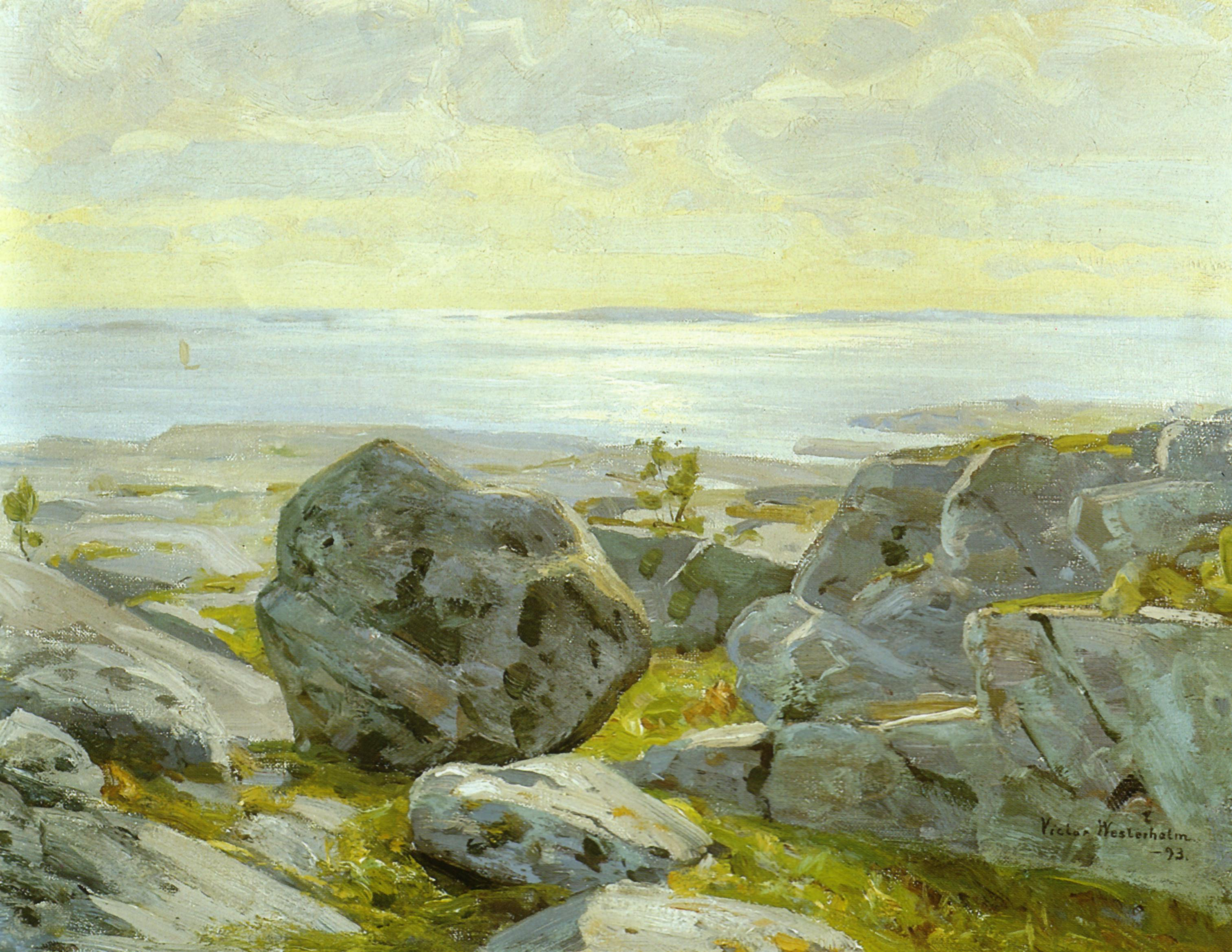
'Kustlandschap van Åland', 1893
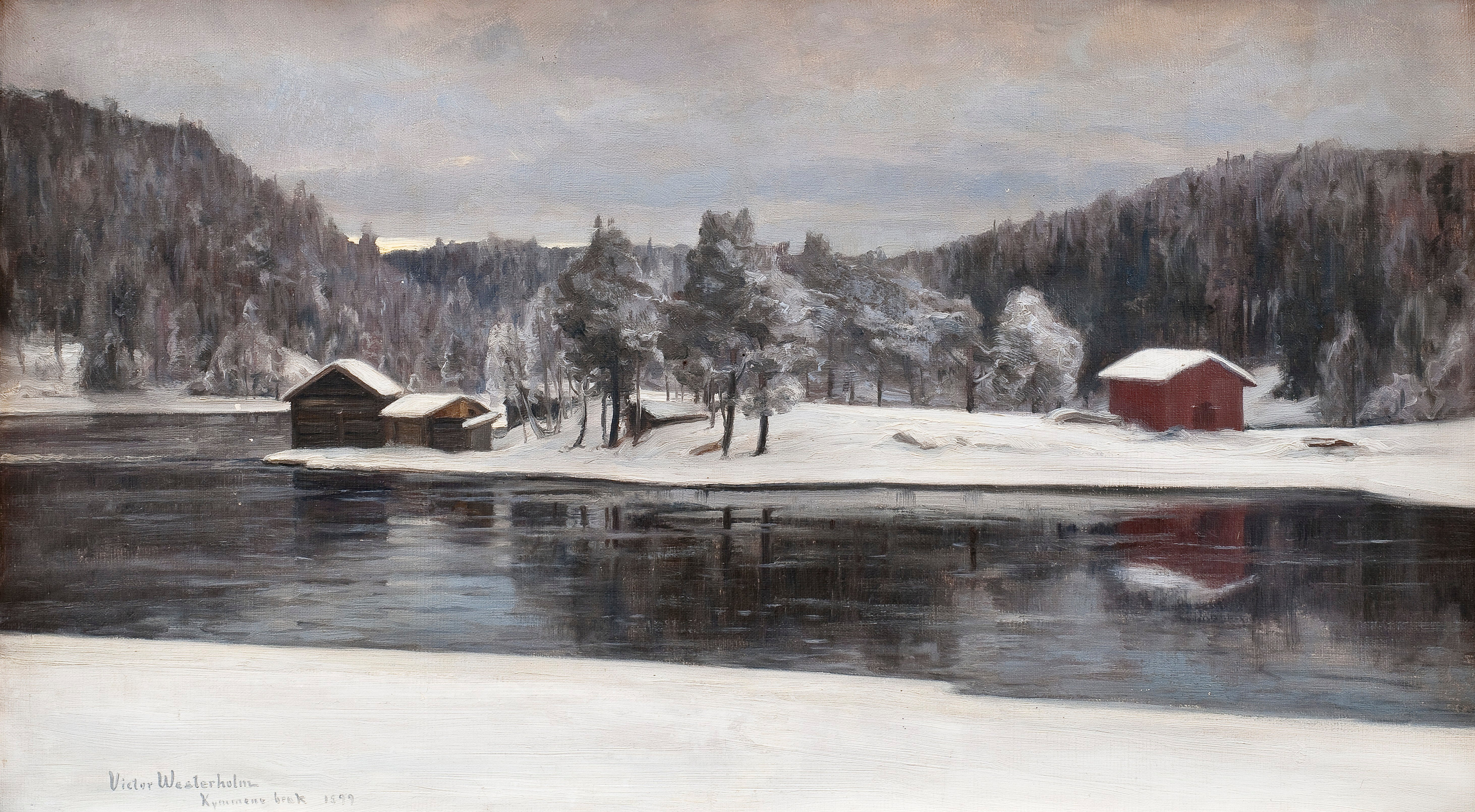
'Winterlandschap bij Kymmene', 1899
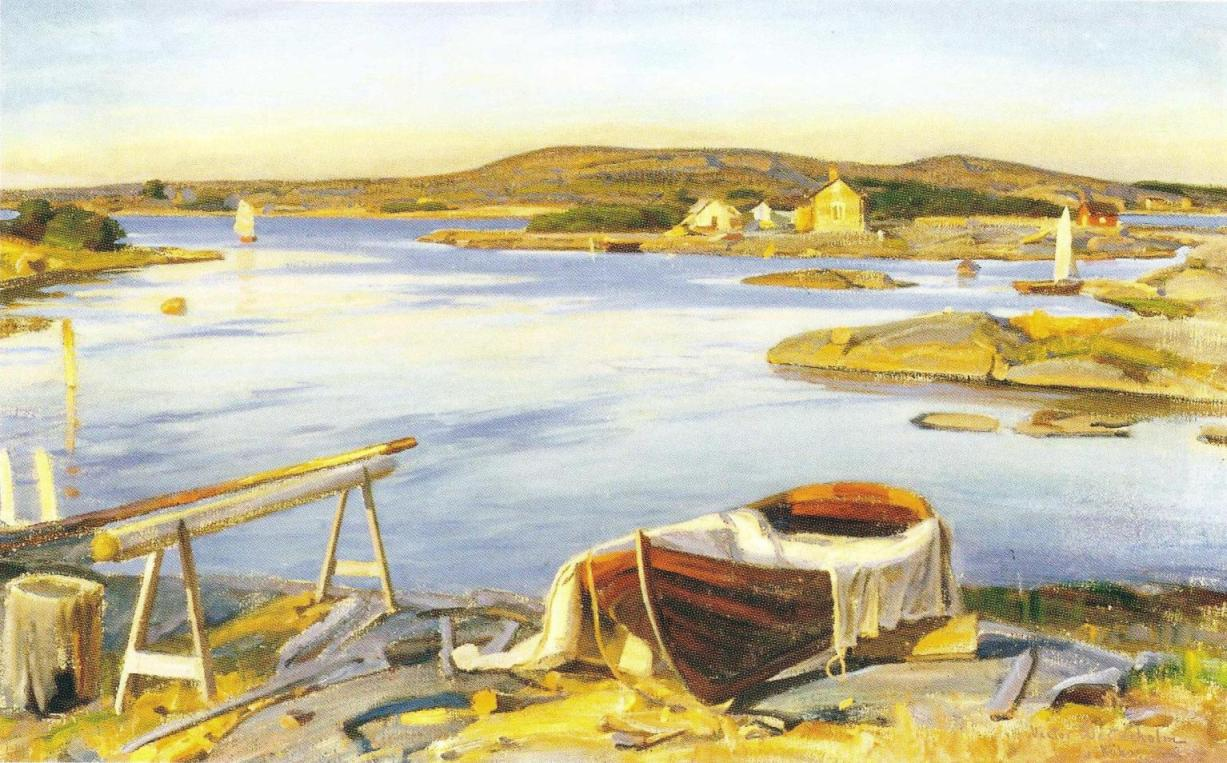
'De kust bij Kökar', 1908
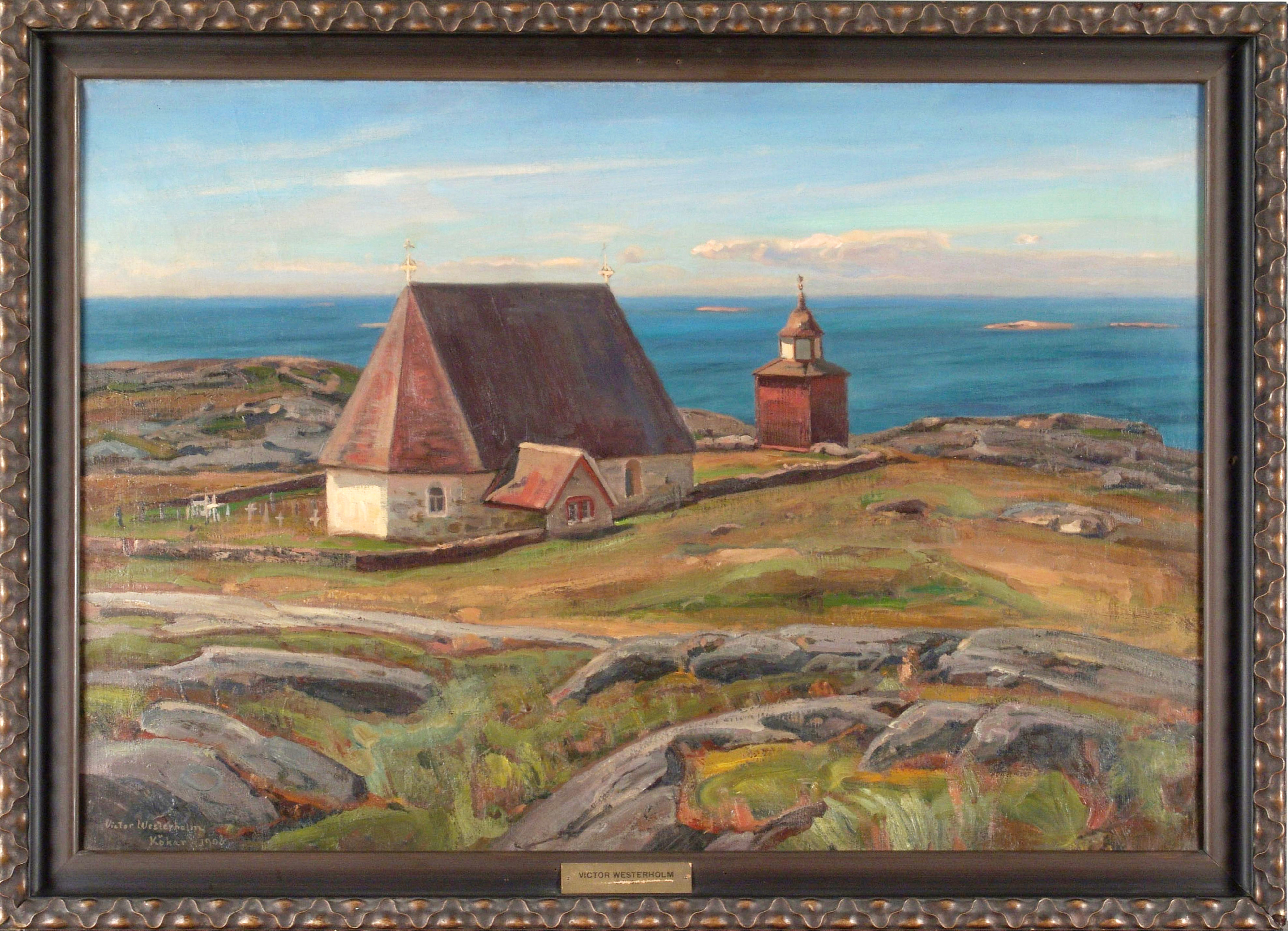
de kerk van Kökar, 1908
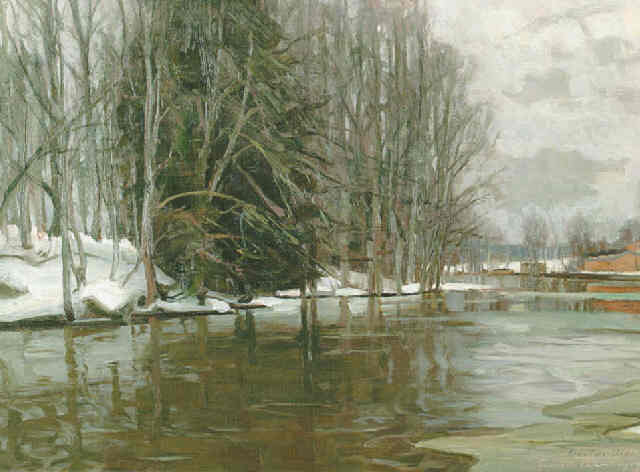
'Landschap van Mustio', 1917
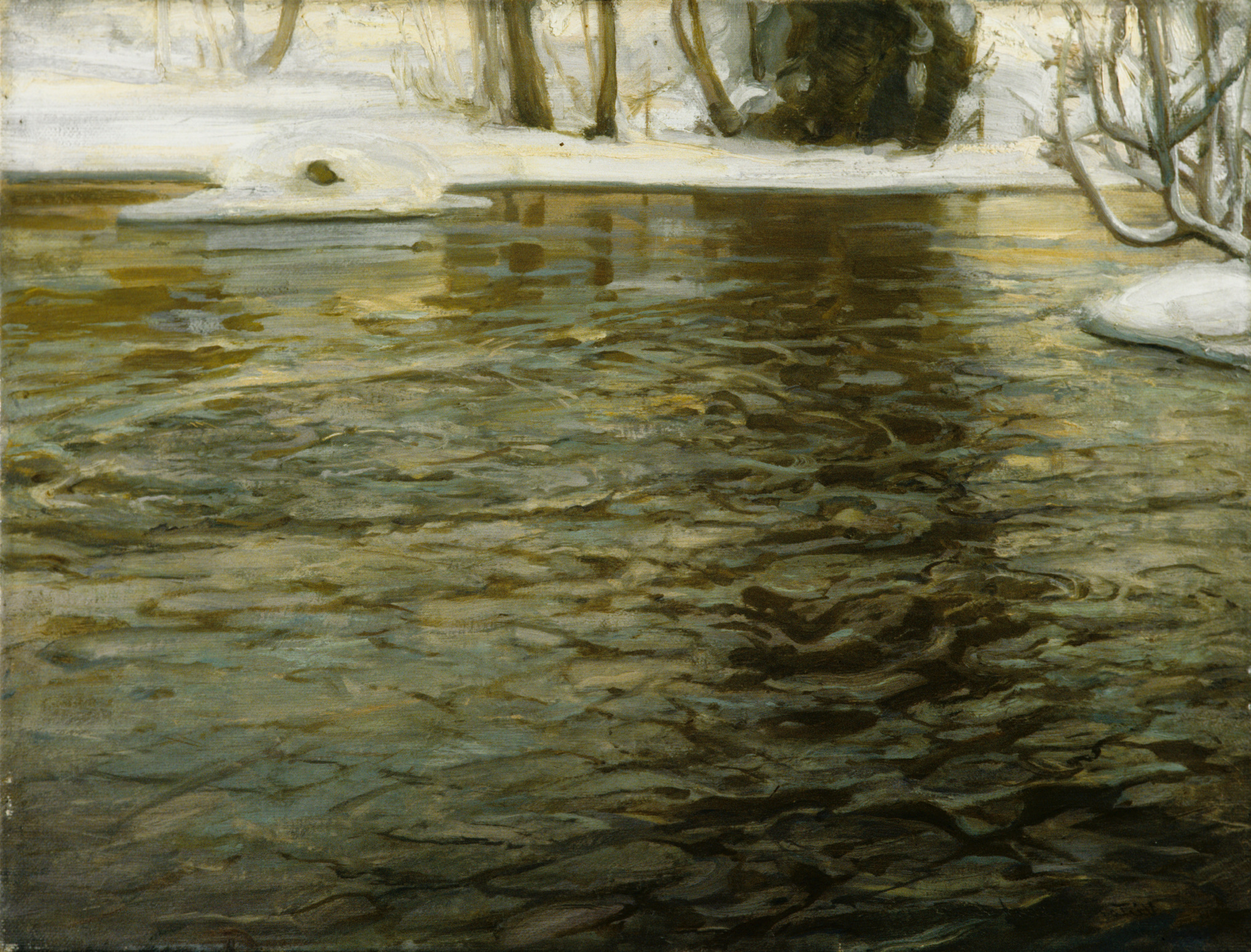
'Stromend water', 1917